# 默讷塞
默讷塞（德語：Möhnesee，發音：[ˈmøːnəˌzeː]）是德国北莱茵-威斯特法伦州阿恩斯贝格行政区索斯特县的市镇，面积123.51平方千米，2023年12月31日人口为12,106人。